# Živonín
Živonín je vesnice, část obce Řepín v okrese Mělník ve Středočeském kraji.

## Historie
První písemná zmínka o vesnici pochází z roku 1237.

## Obyvatelstvo
| Rok            | 1869 | 1880 | 1890 | 1900 | 1910 | 1921 | 1930 | 1950 | 1961 | 1970 | 1980 | 1991 | 2001 | 2011 | 2021 |
| -------------- | ---- | ---- | ---- | ---- | ---- | ---- | ---- | ---- | ---- | ---- | ---- | ---- | ---- | ---- | ---- |
| Počet obyvatel | 388  | 402  | 332  | 327  | 307  | 325  | 296  | 223  | 200  | 218  | 187  | 159  | 125  | 127  | 133  |
| Počet domů     | 77   | 77   | 56   | 62   | 58   | 60   | 62   | 63   | 67   | 62   | 57   | 73   | 73   | 76   | 79   |

## Obecní správa
Při sčítání lidu v letech 1850–1979 Živonín byl samostatnou obcí v okrese Mělník. Od 1. ledna 1980 je částí obce Řepín v okrese Mělník.

## Doprava
Podle Živonína je nazvána železniční zastávka na železniční trati Mladá Boleslav – Mšeno – Mělník, ležící v sousedním katastrálním území Nebužely.

## Pamětihodnosti
K zajímavostem patří kaplička, která byla postavena roku 1864 na památku velkého krupobití z 13. června 1863.

## Další fotografie

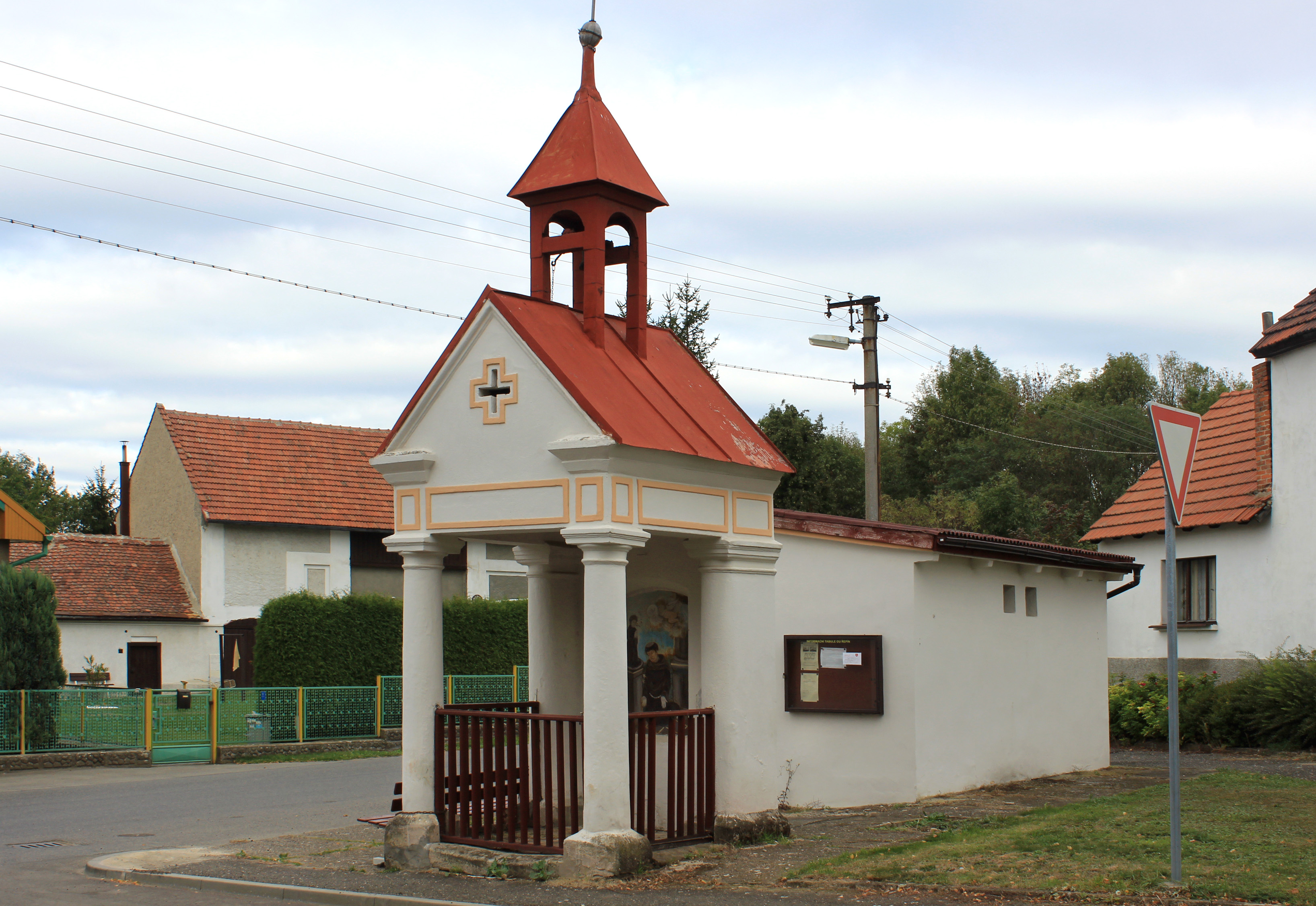
Kaplička u hlavní silnice spojená se zastávkou
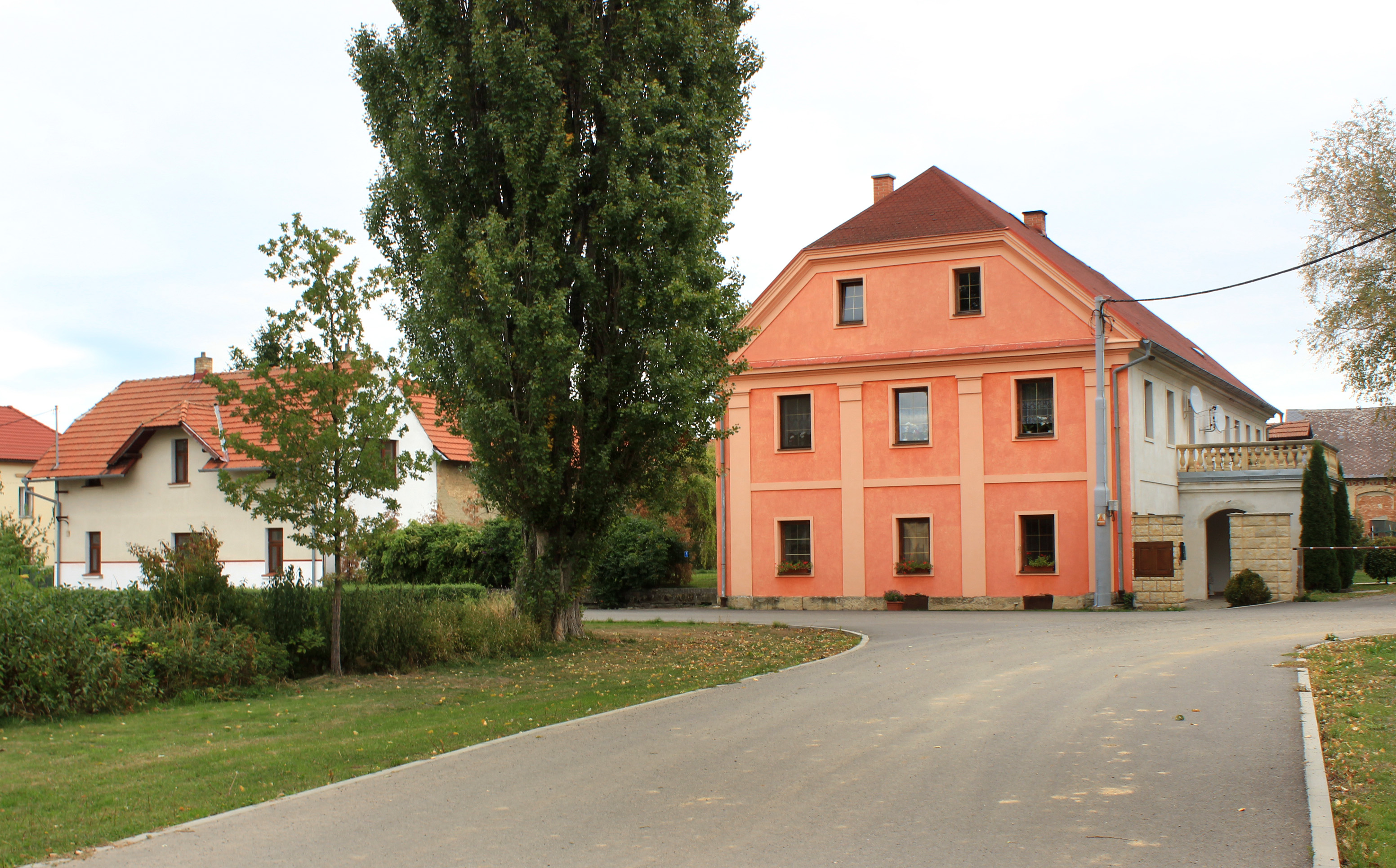
Východní strana návsi
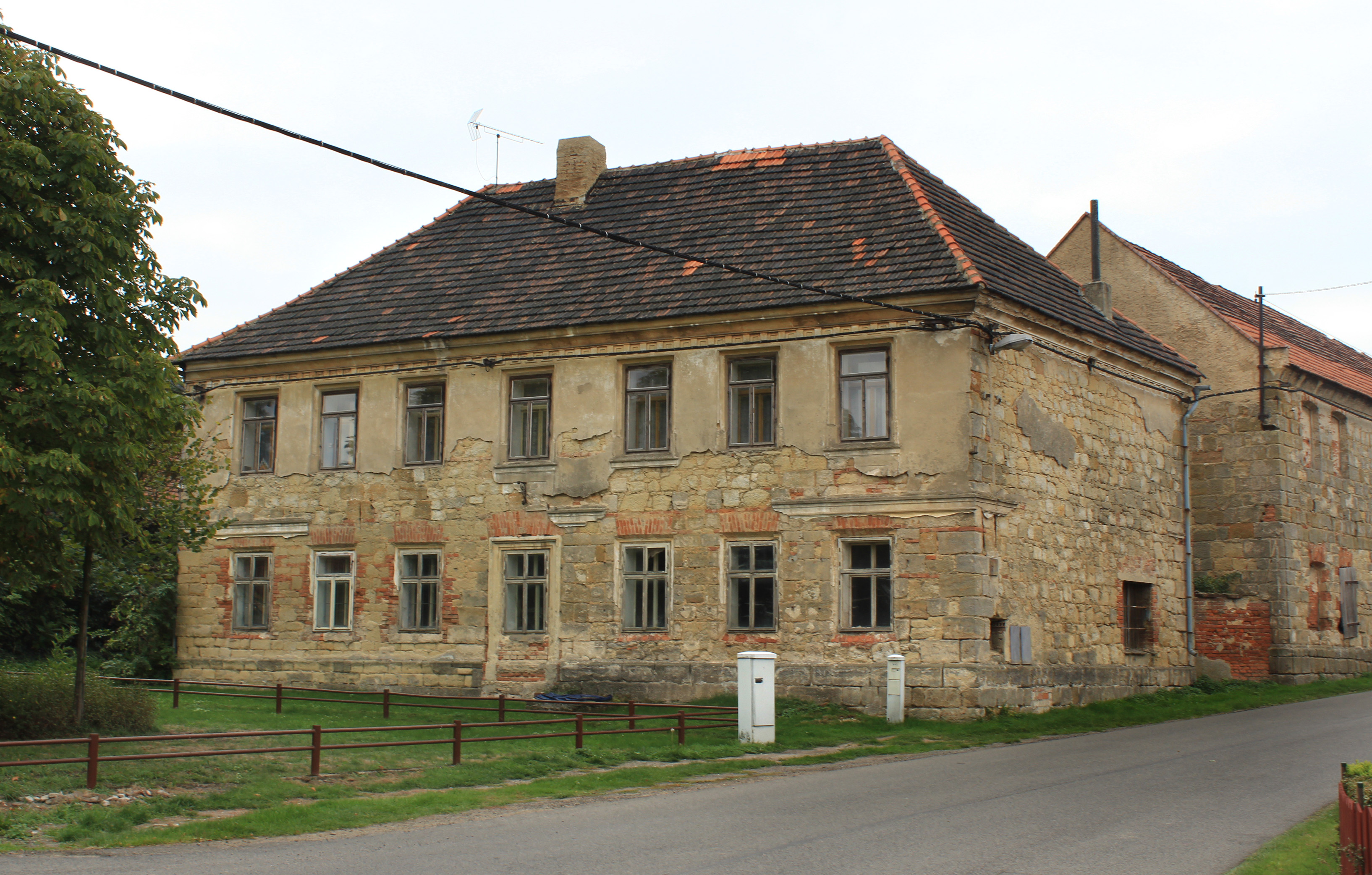
Bývalá škola